# آلبرشت، دوک وورتمبرگ
آلبرشت، دوک وورتمبرگ (انگلیسی: Albrecht, Duke of Württemberg؛ ۲۳ دسامبر ۱۸۶۵ – ۳۱ اکتبر ۱۹۳۹) یک فرد نظامی اهل آلمان بود.